# Харьковский музыкальный профессиональный колледж имени Б. М. Лятошинского
Харьковский музыкальный профессиональный колледж имени Б. М. Лятошинского – высшее учебное заведение (I-II уровня аккредитации) в Харькове (Украина). Согласно XXIV сессии VII созыва от 28 мая 2020 года Харьковская областная рада приняла решение о переименовании Харьковского музыкального училища им. Б.Н. Лятошинского на Коммунальное учреждение «Харьковский музыкальный профессиональный колледж им. Б.Н. Лятошинского» Харьковской областной рады.

## Из истории Харьковского  музыкального училища

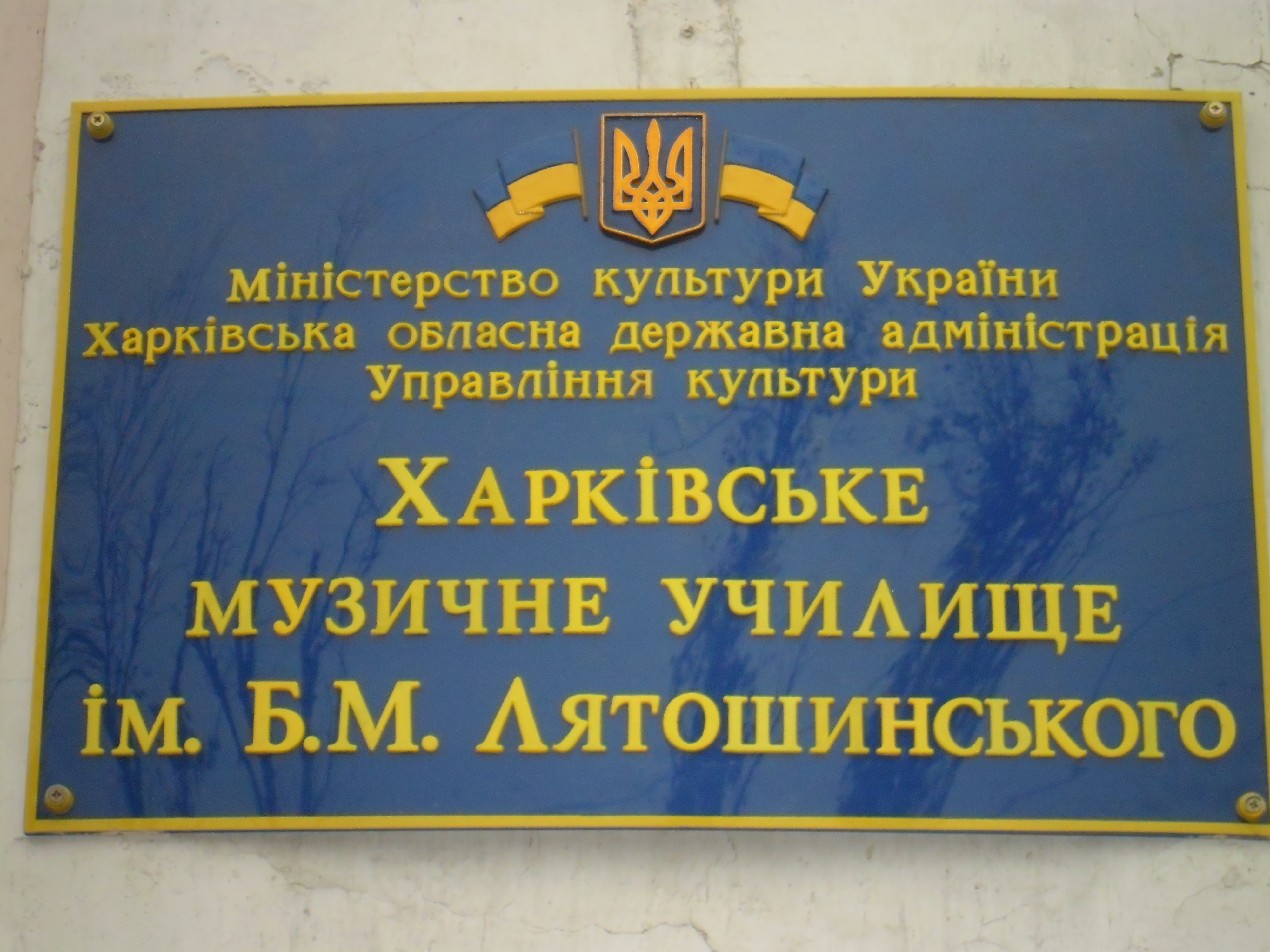

Открыто 8 сентября 1883 года при Харьковском отделении Императорского русского музыкального общества на базе музыкальных классов, действовавших с 1 октября 1871 года. Основатель и первый директор — Илья Слатин.
Газета «Южный край» 16 января 1909 года писала, что в училище «обучается 445 человек».
В XX веке (после революции) учебное заведение несколько раз изменяло название и статус: основное отделение Музыкальной академии (до 1921 г.), Музыкальный техникум (1921—1923), исполнительский факультет Музыкального института (1923—1924), опять Музыкальный техникум (1925—1928), Музпрофшкола (1928—1930), Музыкально-театральный техникум (1930—1934), Музыкально-драматичный техникум с правами института (1934—1935) и с 1936 г. — опять Музыкальное училище. 
В сентябре 1968 года училищу было присвоено имя украинского композитора Б.Н.Лятошинского.
В мае 2020 года училище было переименовано в колледж.

## Директора училища
- 1883—1921 гг.: Слатин, Илья Ильич

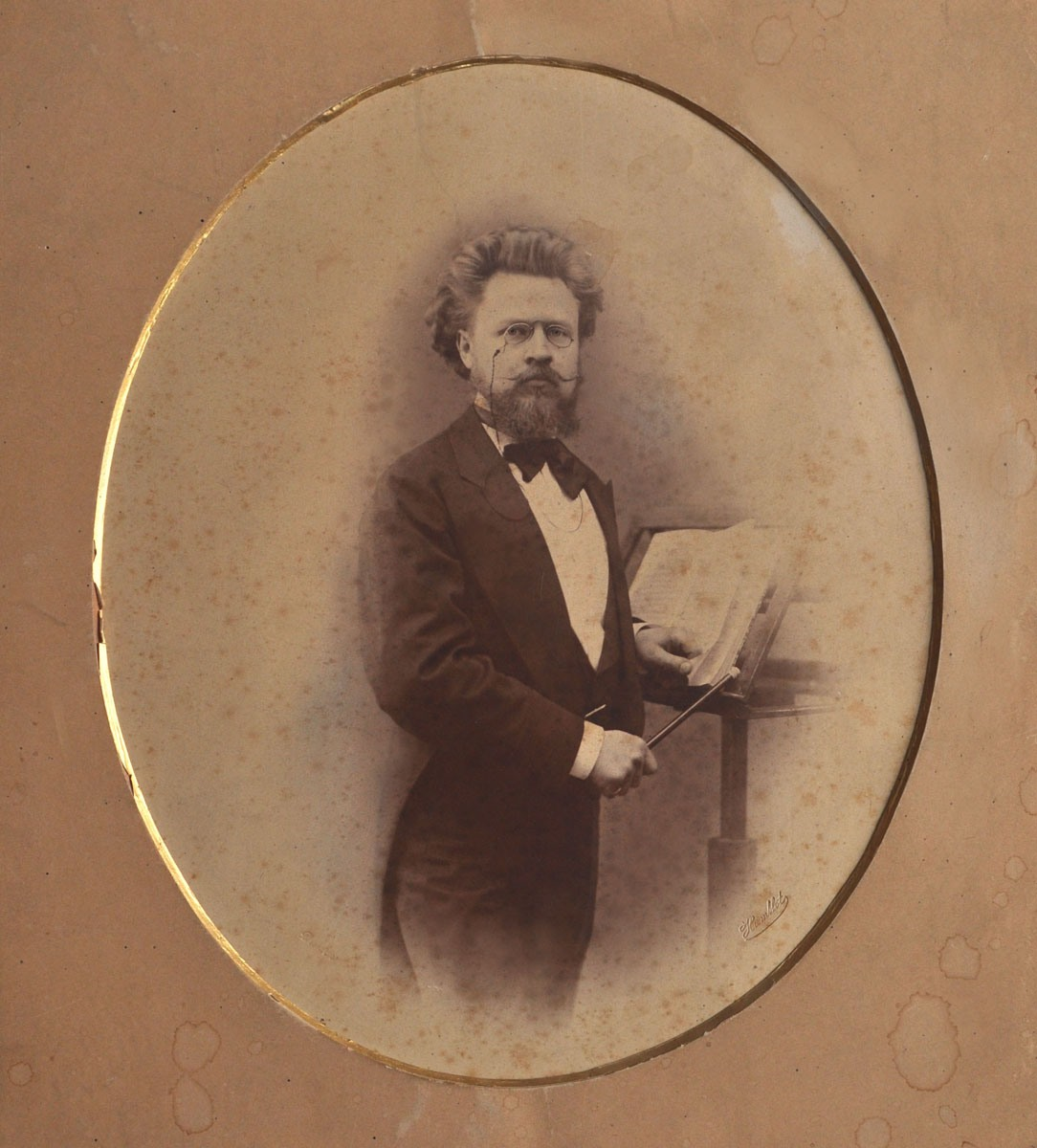
Илья Слатин

- 1921—1922 гг.: Фанненштиль Людвиг Иосифович
- 1922—1923 гг.: Богатырёв Семён Семёнович
- 1925—1928 гг.: Альтшуллер Александр Яковлевич
- 1949—1955 гг.: Веске Тамара Яковлевна
- 1955—1966 гг.: Остапенко Григорий Константинович
- 1966—1972 гг.: Семененко Анна Сергеевна
- 1972—1974 гг.: Потёмкина Лидия Викторовна
- 1975—1977 гг.: Михеев Борис Александрович
- 1978—1984 гг.: Щербинин Юрий Леонидович
- 1984—1997 гг.: Маломуж Маргарита Петровна
- С 1997 г. — по наст. время: Ефременко Елена Алексеевна

## Известные педагоги

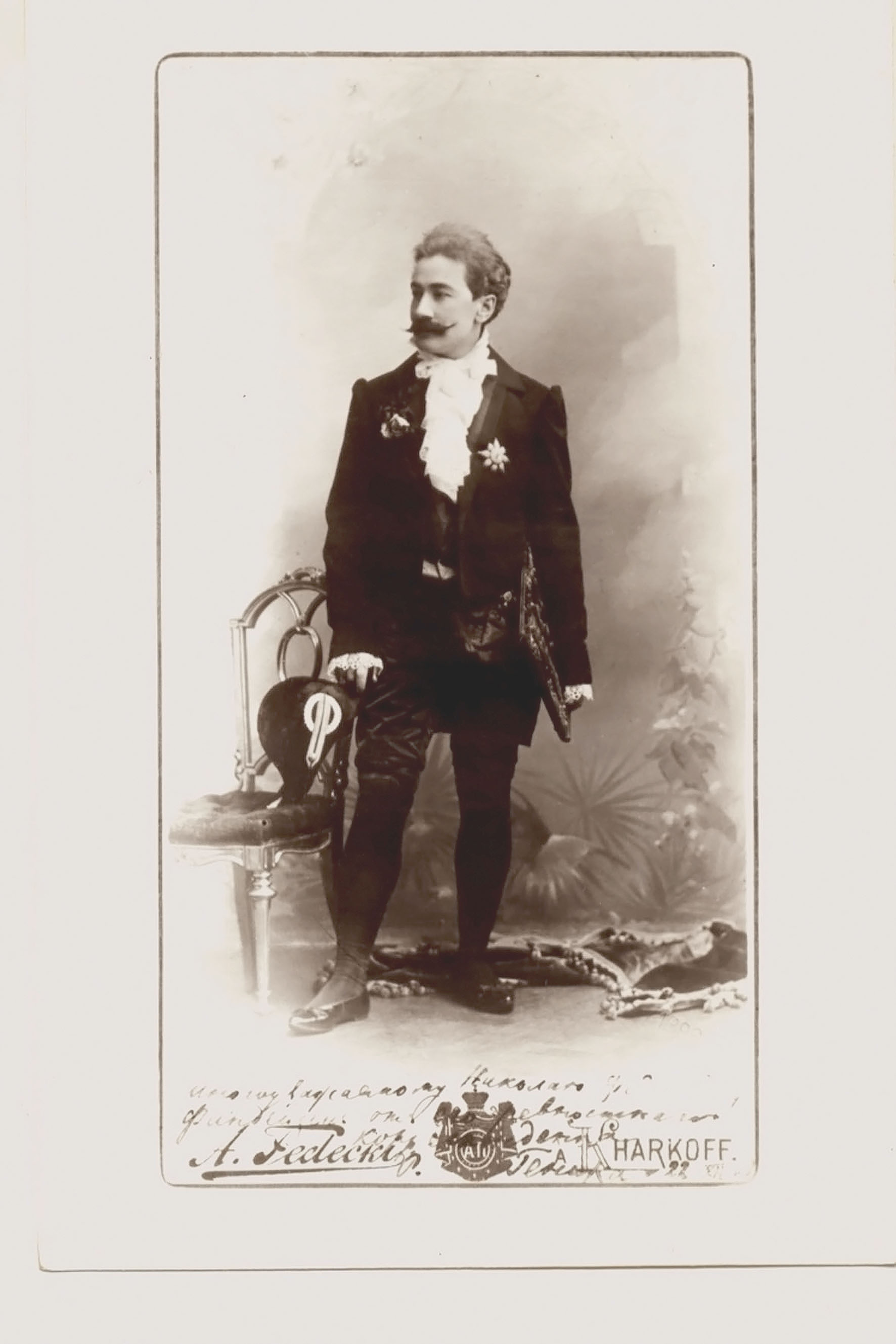
Ростислав Геника

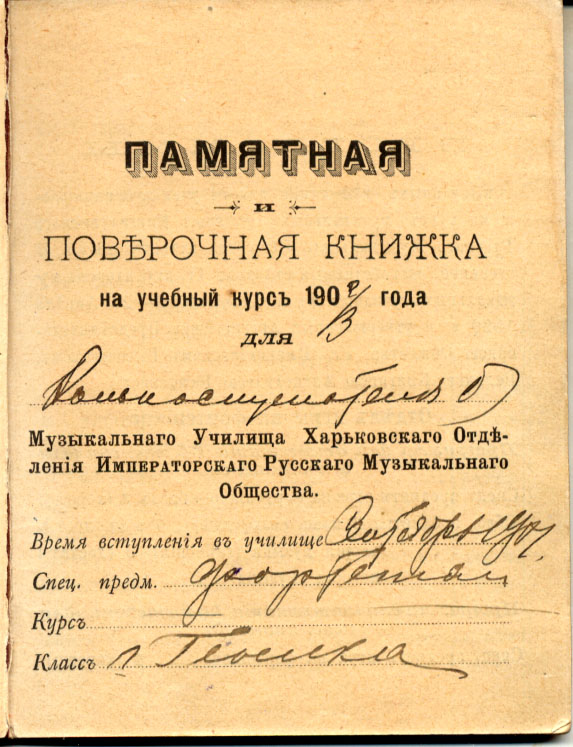

- Акименко Ф. C.
- Ахрон И. Ю.
- Бакуменко Л.И.
- Богатова. И.Т
- Бенш А. Ф.
- Бугамелли Ф.
- Букиник М. E.
- Бобров В. Н.
- Богатырёв С. С.
- Борисов В. Т.
- Бортновская Г. А.
- Веске Т. Я.
- Ганзбург Г. И.
- Ганзбург И. Г.
- Геника Р. В.
- Глауберман И. Л.
- Гольдингер А.
- Горовиц А. И.
- Горовиц Р. С.
- Горский К.
- Демьянюк Л.И.
- Дремцов С.
- Дубиненко Н. П.
- Иванова Л.
- Комаренко В. А.
- Кошман А.Н.
- Кравец В. Ф.
- Ландесман Н.
- Линьков А.Б.
- Луценко П.К.
- Мотте С.Ю.
- Мадышева Т.П.
- Мужчиль В. С.
- Польская Э.С.
- Потёмкина  Л. В.
- Слатин И. И.
- Смаглий Г. А.
- Фанненштиль Л.
- Фанненштиль Ф.
- Цуркан Л.Г.
- Шиллингер И. М.
- Щербинин Ю. Л.
- Юрьян А.

## Известные воспитанники
- Абаджян Г.
- Белозёров Е.
- Бибик В.
- Богатиков Ю.
- Борткевич С.
- Букиник И.
- Букиник М.
- Вайсбурд Я.
- Винклер А.
- Волощук В.
- Голубев П.
- Губаренко В.
- Гудков В.
- Дорошенко К.
- Дунаевский И.
- Зубко Н.
- Клебанов Д.
- Клим Лисюк
- Мирошниченко Е.
- Кравцов Т.
- Куценко В.
- Куценко Т.
- Луценко П.
- Милка А.
- Новаков А.
- Романовская М.
- Щербинин Ю.
- Юферова З.